# Веселово (Волгоградская область)
Веселово (нем. Unterdorf) — село в Камышинском районе Волгоградской области, в составе  Мичуринского сельского поселения. Основано как дочерняя немецкая колония в 1852 году.
Население - 454 чел. (2010)

## Название
Немецкое название Унтердорф ("Нижнее село") село получило, поскольку оно являлось нижним по реке Иловля немецким селением; название Веселовка происходит от находившегося по близости лесного оврага Весёлый.

## История
Основано в 1852 году выходцами из коронных немецких колоний. До 1917 года входила в состав Иловлинского колонистского округа, после 1871 года Иловлинской волости, Камышинского уезда, Саратовской губернии.
Село относилось к лютеранскому приходу Розенберг. В селе был молельный дом.
По сведениям Иловлинского волостного правления 1894 года в колонии Унтердорф имелись общественная церковная (немецкая) школа, открытая в 1853 году; 1 винная и 1 мелочная лавочки, 10 колодцев, 2 ветряные мельницы. В 1894 году здесь было 99 дворов, в числе их одно общественное здание школы. Земельный фонд составлял в 1857 году 3136 десятин, в 1910 году - 5434 десятин.
После установления советской власти немецкое село сначала Нижне-Иловлинского района Голо-Карамышского уезда Трудовой коммуны (Области) немцев Поволжья, с 1922 года — Каменского, а с 1935 года — Эрленбахского кантона Республики немцев Поволжья; административный центр Унтердорфского сельского совета (в 1926 году в сельсовет входили: село Унтердорф, хутор Фритцендорф, хутор "Агрономическое Знание").
В голод 1921 года родилось 38 человек, умерло – 27. В 1926 году действуют начальная школа, кооперативная лавка, сельскохозяйственное товарищество. В период коллективизации организован колхоз имени Тельмана.
В 1927 году постановлением ВЦИК "Об изменениях в административном делении Автономной С.С.Р. Немцев Поволжья и о присвоении немецким селениям прежних наименований, существовавших до 1914 года" селу Весёловка Каменского кантона присвоено название Унтердорф.

В сентябре 1941 года немецкое население села было депортировано на восток, село было передано в составе Сталинградской (Волгоградской) области. 31 марта 1944 года решением Исполнительного Комитета Сталинградского областного Совета депутатов трудящихся «О переименовании населённых пунктов Сталинградской области, носящих немецкие названия» село Унтердорф переименовано в село Веселово.

## Физико-географическая характеристика
Село расположено в центральной части Камышинского района, в пределах Приволжской возвышенности, являющейся частью Восточно-Европейской равнины, на правом берегу реки Иловля, на высоте 108 метров над уровнем моря. В окрестностях населённого пункта распространены тёмно-каштановые почвы, в пойме Иловли - пойменные засоленные.
По автомобильным дорогам расстояние до административного центра сельского поселения посёлка Мичуринский - 27 км, до районного центра Камышин - 25 км, до областного центра города Волгоград - 210 км, до города Саратов - 180 км.
Климат
Климат умеренный континентальный (согласно классификации климатов Кёппена - Dfa). Многолетняя норма осадков - 400 мм. Наибольшее количество осадков выпадает в июле - 48 мм, наименьшее в марте - 22 мм. Среднегодовая температура положительная и составляет + 6,8 С, средняя температура самого холодного месяца января -9,7 С, самого жаркого месяца июля +22,7 С.
Часовой пояс
Веселово, как и вся Волгоградская область, находится в часовой зоне МСК (московское время). Смещение применяемого времени относительно UTC составляет +3:00.

## Население
| 2002 |
| ---- |
| 436  |

| 1859  | 1886  | 1897 | 1905 | 1911 | 1920  | 1922  |
| ----- | ----- | ---- | ---- | ---- | ----- | ----- |
| 457   | ↗726  | ↗849 | ↘837 | ↗956 | ↗1083 | ↗1135 |
| 1926  | 1931  | 2010 |      |      |       |       |
| ↘1047 | ↗1789 | ↘454 |      |      |       |       |